# SN 2012N
SN 2012N (PSN J14354463+2443415) – czternasta supernowa odkryta w 2012. Supernowa została odkryta 21 stycznia przez Tima Pucketta. W momencie odkrycia miała jasność 16,7m, należy do typu Ia.
Położona jest w galaktyce UGC 9396, w gwiazdozbiorze Wolarza.
W odkryciu brał udział amatorski program zajmujący się poszukiwaniem supernowych Puckett Observatory World Supernova Search, było to 255 odkrycie dokonane w ramach tego programu.